# Eleição municipal de Juazeiro do Norte em 1976
A eleição municipal de 1976 em Juazeiro do Norte aconteceu em 15 de novembro de 1976, com o objetivo de eleger prefeito e vice-prefeito da cidade e membros da Câmara de Vereadores.
O prefeito titular era Erivano Cruz, da ARENA. Dois candidatos concorreram à prefeitura de Juazeiro do Norte. Ailton Gomes de Alencar, da ARENA, foi eleito com 65,81% dos votos.

## Candidatos
Nota: a tabela a seguir está organizada por ordem alfabética de candidatos.
| Prefeito(a)             | Prefeito(a) | Prefeito(a)          | Vice-Prefeito(a)   |
| Candidato(a)            | Partido     | Partido              | Vice-Prefeito(a)   |
| ----------------------- | ----------- | -------------------- | ------------------ |
| Ailton Gomes de Alencar |             | ARENA (Sublegenda 1) | Getúlio Granjeiro  |
| Teodoro Germano         |             | ARENA (Sublegenda 2) | Severino Gonçalves |

## Resultado

### Prefeito
| Partido | Partido | Candidato               | Votos  | Votos (%) |
| ------- | ------- | ----------------------- | ------ | --------- |
|         | ARENA   | Ailton Gomes de Alencar | 19 881 | 65,81%    |
|         | ARENA   | Teodoro Germano         | 10 330 | 34,19%    |
| Totais  | Totais  | Totais                  | 30 211 |           |
| Fonte:  |         |                         |        |           |

### Vereadores eleitos
| Candidato(a)            | Partido | Votação |
| ----------------------- | ------- | ------- |
| Raimundo Cabral         | ARENA   | 1.866   |
| João Batista de Menezes | ARENA   | 1.551   |
| Luís Dantas             | ARENA   | 1.374   |
| Raimundo de Sá e Sousa  | ARENA   | 1.311   |
| Sione Sabiá             | ARENA   | 1.153   |
| Agnaldo de Sousa        | ARENA   | 1.149   |
| José Viana Neto         | ARENA   | 1.123   |
| Eliseu Damasceno        | ARENA   | 1.097   |
| Francisco Barbosa       | ARENA   | 929     |
| Francisco Rocha         | ARENA   | 899     |
| Gumercindo Ferreira     | ARENA   | 897     |
| José Carlos Pimentel    | ARENA   | 884     |
| Luís Anastácio          | ARENA   | 831     |
| Antônio Araújo          | ARENA   | 768     |
| José Bezerra Sobrinho   | ARENA   | 739     |